# Ann Marie Michelle
 Der er for få eller ingen kildehenvisninger i denne artikel, hvilket er et problem. Du kan hjælpe ved at angive troværdige kilder til de påstande, som fremføres i artiklen.

Ann Marie Michelle (født 1. januar 1984 i Valby) er en dansk pornoskuespillerinde. Ann Marie blev kendt som pornostjerne under navnet Snoopie. I 2005 drog hun til USA med en drøm om at blive pornostjerne. Herefter valgte hun at rejse hjem og opgav hardcore porno. Hun nåede dog at medvirke i 11 amerikanske dvd udgivelser.
Hun er senerehen blevet webcam model sammen med kæresten, den tidligere Paradise hotel deltager fra sæson 3 Jakob Dornfeldt på en dansk webcam side og er det den dag i dag. 

## Filmografi
- Young as They Cum 16 (2005)
- Barefoot Maniacs (2005)
- Black Inside Me (2005)
- Interracial P.O.V. 3 (2005)
- Jack's Playground 27 (2005)
- A Perverted Point of View 8 (2005)
- POV Fantasy 1 (2005)
- Spunk'd 2 (2005)
- That's a Mouth Full (2005)
- White Chicks Gettin' Black Balled 11 (2005)
- Young Pink 8 (2005)[1]